# Blackalicious

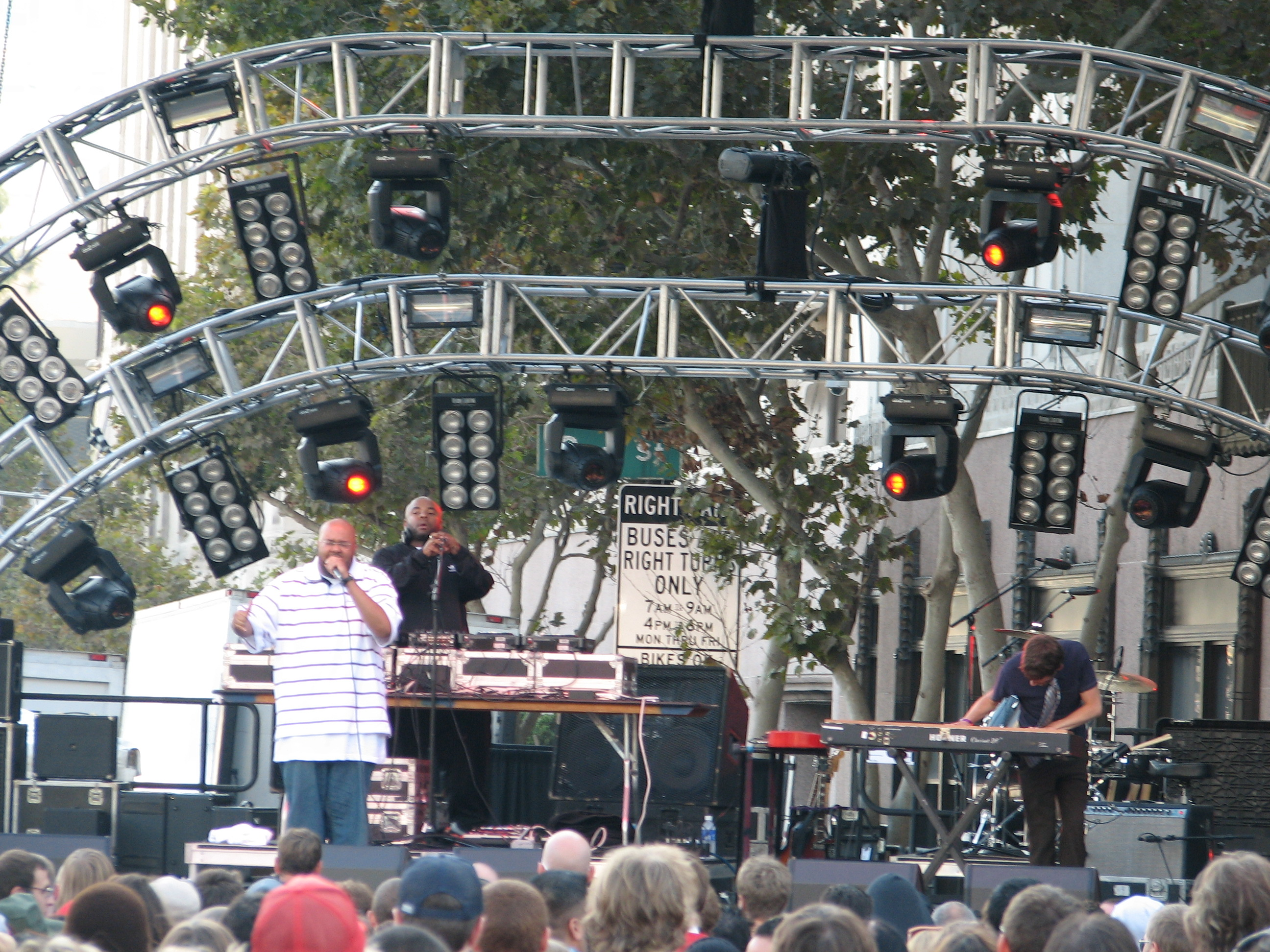
Blackalicious bei einem Auftritt (2006)

Blackalicious ist ein Hip-Hop-Duo aus den USA. Es besteht aus dem Rapper Gift of Gab (geboren als Tim Parker) und dem Produzenten Chief Xcel (geboren als Xavier Mosley).

## Karriere
Xavier Mosley (Chief Xcel) und Tim Parker (Gift of Gab) lernten sich 1987 an der John F. Kennedy High School in Sacramento kennen. Sie gründeten mit einem weiteren Rapper Homicide, noch unter dem Namen DJ IceSki (Chief Xcel) und Gabby T (Gift of Gab), ihre erste Crew. Es stellte sich aber schnell heraus, dass IceSki und Gabby T am besten als Duo funktionierten und sie beschlossen 1989 ihren musikalischen Weg zu zweit zu gehen. Nach der Suche nach ihrer künstlerischen Identität veränderte sich ständig ihr Klang. Auf einen passenden Namen konnte sich nicht geeinigt werden und sie nannten sich zunächst GTI (Zusammensetzung ihrer Pseudonyme), dann The Elements of Sound und Atomic Legion. Erstmals als Blackalicious waren sie 1991 zu hören.
Als Gift of Gab nach Los Angeles zog, litt die Motivation, gemeinsam Musik zu machen. Etliche Songs entstanden über Telefonkontakt. Zu dieser Zeit gründete sich die Gruppe Solesides (ab 1997 Quannum Projects) mit Lyrics Born, DJ Shadow und Lateef the Truthspeaker. Folglich veröffentlichten sie ihr gemeinsames Solo-Album Nia erst 1999 nach zwei EPs auf dem britischen Trip-Hop-Label Mo’ Wax. Das Underground-Album verkaufte sich sehr gut und so machten mehrere Labels Blackalicious Vertragsangebote.
Unter dem Label MCA veröffentlichten sie 2002 das zweite Album Blazing Arrow. Auf dem Album finden sich u. a. Chali2Na von Jurassic 5, Questlove von The Roots und Gil Scott-Heron. Gift of Gab veröffentlichte 2004 sein Soloalbum 4th Dimensional Rocketship Going Up, während Chief Excel mit Lateef unter dem Namen Maroons das Album Ambush herausbrachte. 2005 erschien schließlich das Nachfolgewerk The Craft. Im Oktober 2008 veröffentlichte Gift of Gab mit Lateef und Headnodic als The Mighty Underdogs das Album Droppin' Science Fiction. Die dazugehörige EP The Prelude erschien im vorhergehenden März. Ebenfalls noch dieses Jahr soll zudem ein erneutes Soloalbum namens Escape 2 Mars veröffentlicht werden.

## Diskografie

### Studioalben
- 1995: Melodica (EP)
- 1999: A to G (EP)
- 1999: Nia
- 2002: Blazing Arrow
- 2005: The Craft
- 2015: Imani Vol. 1